# حشره‌دوست بال‌حنایی

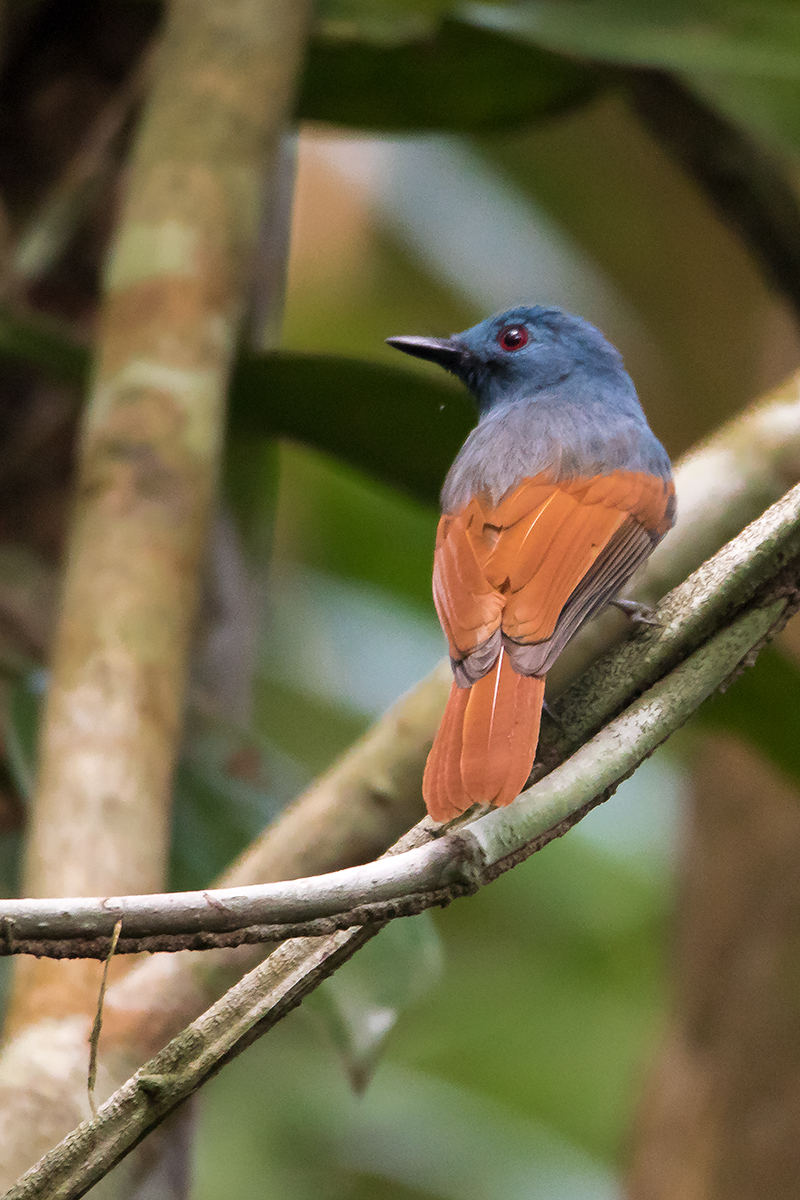
در جنگل کراو

حشره‌دوست بال‌حنایی (نام علمی: Philentoma pyrhoptera) یک گونه پرنده است. آنها اکنون معمولاً به تیرهٔ وانگایان اختصاص داده می‌شوند. در برونئی، اندونزی، مالزی، میانمار، تایلند و ویتنام یافت می‌شود. زیستگاه طبیعی آن جنگل‌های دشت نمناک نیمه‌گرمسیری یا گرمسیری است.